# Geertgen Wyntges
Geertgen Wyntges auch Geertje Pieters, Geertruyd Pieters  (getauft am 13. Mai 1636 in Delft; begraben am 15. Mai 1712 ebenda) war eine niederländische Malerin des Goldenen Zeitalters. Sie war Haushaltshilfe, Schülerin und Assistentin der Malerin Maria van Oosterwijk.

## Leben und Werk

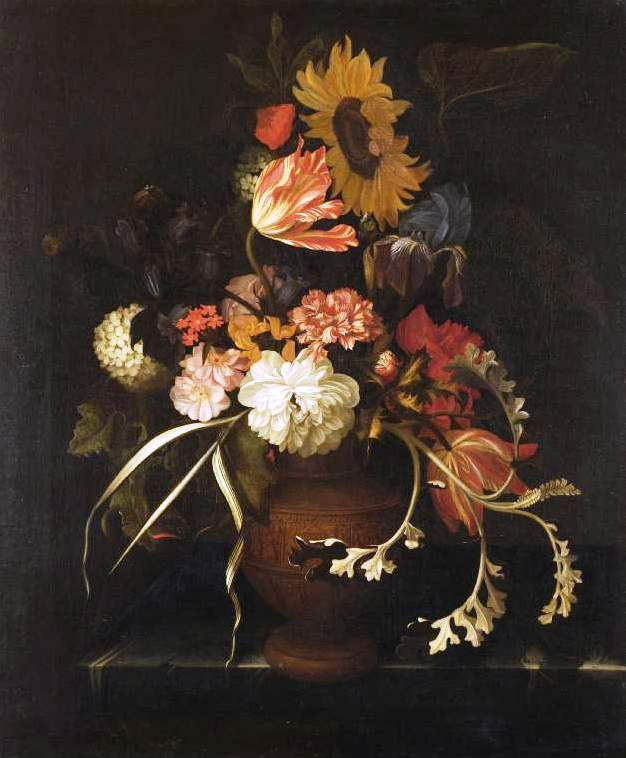
Stillleben

Geertgen Wyntges wurde am 13. Mai 1636 in Delft getauft. Sie war die Tochter des „wijnverlater“, eines Beamten, der den Alkoholgehalt eines Fasses festlegte und somit die Höhe der fälligen Steuern, Pieter Wyntges und Barbara Michiels. Sie war die älteste Tochter des Ehepaares, nach ihr wurden ihre Schwester Maria (* 1638) und ihr Bruder Pieter (* 1644) geboren. Zumeist wird sie in Quellen mit ihrem Patrynom Geertje Pieters, manchmal auch Geertruyd Pieters genannt.
Delfter Taufregister lassen darauf schließen, dass die Familie Wyntges mit der Familie des Pfarrers Van Oosterwijk in Voorburg verwand war. Dort begann Geertje Wyntges vermutlich im Alter von etwa zehn bis zwölf Jahren als Haushaltshilfe zu arbeiten. Eine erste Erwähnung einer Verbindung zwischen Geertje Wyntges und Maria van Oosterwijk fand sich in einem Testament vom 1. November 1658, in dem Maria und ihr Bruder Lambertus Geertje einen Betrag von einhundert Gulden hinterlassen würden. Geertje Wyntges trat 1664 als Haushaltshilfe in den Dienst von Maria van Oosterwijk in ihren Haushalt in Amsterdam. Zusätzlich zu den Aufgaben im Haushalt hatte sie zunehmend auch die Aufgabe, die Malmaterialien vorzubereiten, Farben zu mixen und anzurühren. Sie erhielt von Maria van Oosterwijck auch Zeichen- und Malunterricht. Sie entwickelte sich zu einer versierten Malerin von Blumenstillleben.
Gemeinsam mit Maria van Oosterwijk besuchte Geertje Wyntges 1676 Constantijn Huygens in Voorburg. Aus ihrer Zeit in Voorburg kannten sie ihn bereits und Maria van Oosterwijk hatte eine gute Beziehung zu ihm. Huygens war von der Entwicklung von Wyntges sehr beeindruckt und schrieb am 31. März 1676 ein Gedicht für sie, in dem er ihr Können lobte. Ein weiteres schrieb er über Maria van Oosterwijk, in dem er beide pries. Geertje Wyntges erreichte jedoch nicht die Bekanntheit von Maria van Oosterwijck oder Rachel Ruysch. Nach 1684 kehrte Geertje Wyntges als unabhängige Malerin nach Delft zurück. Es ist möglich, dass sie nach Delft zurückgekehrt war, um für die Delfter Töpferindustrie zu arbeiten.
Lange Zeit herrschte in der Literatur eine Unsicherheit darüber, ob Maria van Oosterwijck zwei Schüler hatte, einen Geertje Pieters, den anderen Geertruid Wijnties oder Wyntges. Kloek ging in seinem „Lexikon Nordholländischer Künstler“ noch davon aus, dass es sich um zwei Frauen handelte, wie auch Adriaan van der Willegen und Fred G. Meijer, obwohl sie den starken Verdacht hatten, dass es sich bei den beiden Namen um eine Frau handelte. Aufgrund von Recherchen in Delfter Archiven stellte sich heraus, dass es sich um eine Frau gehandelt hatte und die Verwirrung durch die unregulierte und unterschiedliche Verwendung des Patronyms „Pieters(dr.)“ und des Nachnamens „Wyntges“ in verschiedenen Urkunden verursacht worden war.